# Britans
Els britans, britons o britannis van ser els pobles indígenes que van habitar l'illa de la Gran Bretanya (Albió), els quals podien ser descrits com celtes insulars abans que la seva llengua i cultura fossin reemplaçades per les dels invasors anglosaxons.
Aquests pobles parlaven llengües britòniques i compartien tradicions culturals comunes. En termes de llengua i cultura, gran part de tot l'oest d'Europa va ser principalment cèltica durant aquest període, encara que l'illa de la Gran Bretanya i la Bretanya continental van estar habitades per celtes britans. Els habitants d'Irlanda, l'Illa de Man i Dalriada eren escots o celtes gaèlics, parlants de llengües goidèliques.
Part dels erudits en la matèria argumenten que el desconegut idioma picte era d'origen brità, si bé a la Britànnia prerromana els pictes es distingien com un grup separat, de la mateixa manera que els escots de Dalriada. En qualsevol cas, el terme brità es refereix tradicionalment als habitants de l'antiga Britànnia excloent els pictes, ja que molts dels trets culturals pictes (com per exemple, la seva escultura, terrisseria i monuments) diferien dels britans.
La invasió romana de la Britànnia (efímera amb Juli Cèsar i definitiva amb Claudi) i la consegüent romanització a partir del segle I va suposar l'adopció del llatí i la civilització romana pels britans del sud de l'illa de la Gran Bretanya, inclòs el cristianisme a partir del segle iv. L'anarquia pròpia del final de l'Imperi Romà d'Occident va tenir greus conseqüències per a aquestes comunitats, que van ser expulsades de l'illa al segle v i substituïdes pels pagans del nord (pictes i escots) i pels també pagans invasors germànics (angles, saxons i juts). Els britans van emigrar per via marítima a la península de la Bretanya i alguns pocs fins a llocs tan llunyans com Astúries i Galícia, on van fundar la diòcesi de Britònia.

## Etimologia
La primera referència coneguda sobre els britans procedeix del geògraf grec Piteas, qui va dur a terme un viatge d'exploració al nord-oest d'Europa entre els anys 330-320 aC. Encara que no es conserva cap dels seus escrits, diferents escriptors del període imperial romà ofereixen moltes referències a aquests. Piteas va anomenar els britans Pritani o Pretani, i es va referir als territoris on habitaven com les Illes Pretàniques. Aquesta terminologia va poder haver arribat a Piteas a través dels gals, que la podrien haver usat per referir-se als habitants de les illes.

## Llengua
Els britans parlaven llengües britòniques, una branca insular de les llengües celtes. L'altra branca de les llengües celtes insulars que coexistien amb les britòniques eren les goidèliques (de la qual procedeix l'idioma Gaèlic). Es creu que les llengües britòniques eren parlades a tota l'illa de la Gran Bretanya, fins i tot tan al nord com en el Fiord de Forth. Més enllà es trobava el territori dels pictes i dels escots. No obstant això, els britans van emigrar posteriorment a la Bretanya continental, on es va desenvolupar l'idioma bretó.
Es creu que les llengües britòniques es van desenvolupar a partir del proto-cèltic, després d'haver estat aquest introduït a les Illes Britàniques des del continent. La primera forma de llengua britònica va ser possiblement la britana. Després de la conquesta romana de Britànnia, la llengua britana va adoptar algunes paraules del llatí; per aquest motiu la llengua es denomina britano-romana en aquest període.
La llengua britana o llengua britònica es va dividir llavors en tres dialectes: Oriental, Occidental i Sud-occidental. El dialecte oriental va ser reemplaçat de manera més acusada durant les invasions anglosaxones pel llenguatge d'aquests. L'occidental i el sud-occidental van derivar en el cúmbric, gal·lès, còrnic i bretó. Mentre el gal·lès, còrnic i bretó encara sobreviuen com a llengües vives, el cúmbric es va extingir al segle xii, tot i que s'estan desenvolupant intents per reconstruir aquest idioma.

## Història

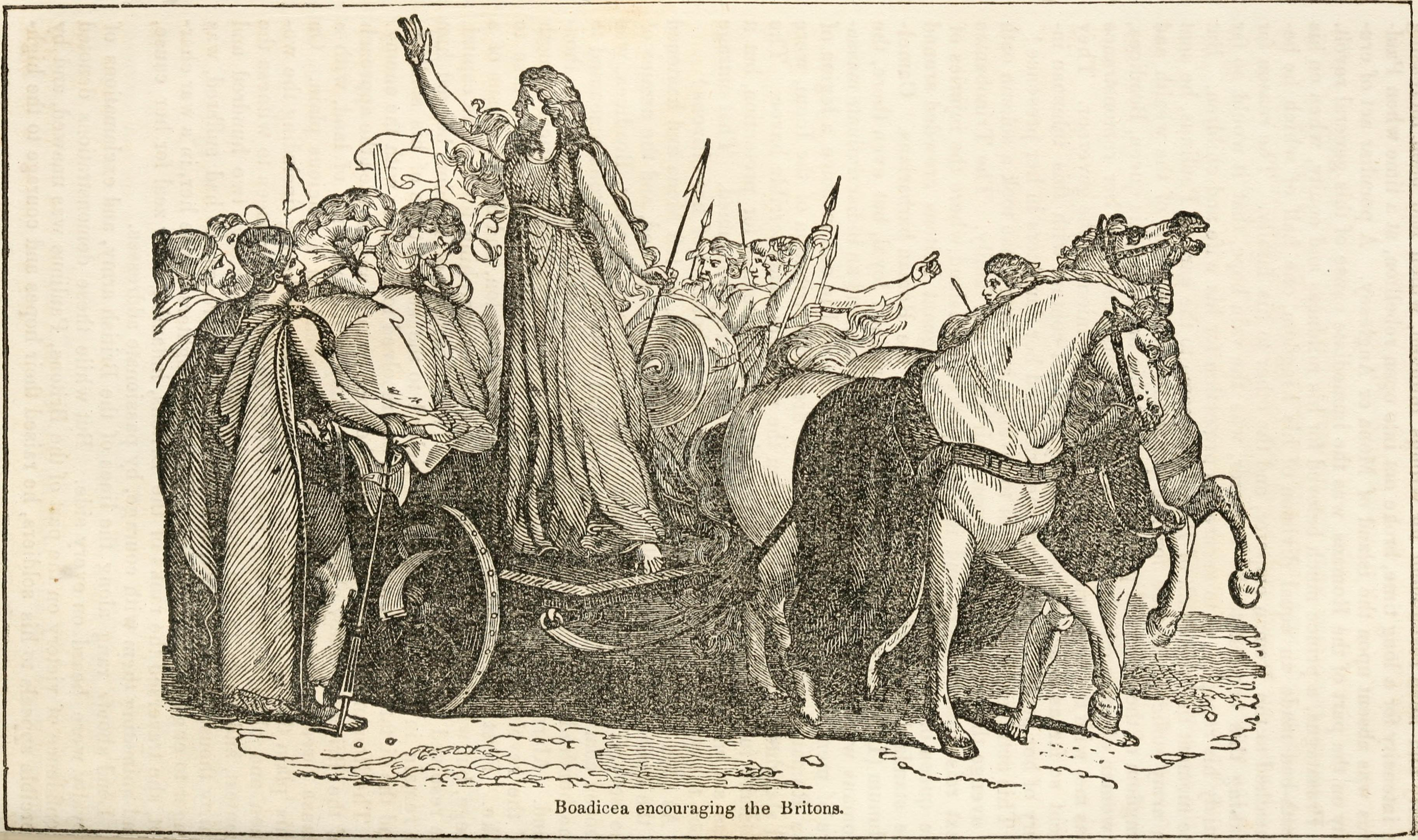
Boudica liderant la revolta dels britans contra Roma

Al llarg de la seva existència, el territori habitat pels britans es va compondre de nombroses àrees, sempre canviants, controlades per tribus. L'extensió del seu territori abans i durant el període romà no està clara, però generalment es creu que incloïen la totalitat de l'illa de Gran Bretanya fins a l'istme de Clyde Forth, al nord del qual habitaven els pictes. Part d'aquest territori picte va ser absorbida pel regne gaèlic de Dalriata. L'illa de Man també va estar originalment habitada per britans, encara que també va passar a ser territori gaèlic. Així mateix, es creu que l'illa d'Irlanda va ser totalment gaèlica durant aquest període.
L'Imperi Romà va envair Britànnia l'any 43. Les tribus britanes es van oposar contínuament a les legions romanes, encara que per l'any 84 els romans havien conquerit tot el territori fins a l'istme Clyde-Forth. L'any 115, els nadius es van revoltar contra els seus conqueridors i van aniquilar a les guarnicions romanes d'Eboràcum (York). Com a resultat, l'emperador romà Hadrià va visitar Britànnia el 122 i va començar la construcció d'una muralla de 117 km coneguda com a muralla d'Hadrià a l'altura del golf de Solway, com a límit nord del domini de Roma. Anys més tard, el seu successor, Antoní Pius, va manar aixecar una altra 50 km al nord. No obstant això, aquestes noves posicions defensives van ser abandonades després de la seva mort el 161, passant a ser de nou la muralla d'Hadrià la frontera romana durant els següents dos-cents anys, un període de pau relativa. Encara que les tribus natives britanes van romandre majoritàriament a les seves terres, van quedar subjectes al mandat dels governadors romans. L'Imperi Romà va retenir el control de Britànnia fins a la seva retirada al voltant de l'any 400, quan es van iniciar les invasions bàrbares d'Europa.
En els temps de la retirada romana, els pobles germànics anglosaxons van iniciar les seves migracions cap a la costa est de la Gran Bretanya, on van establir regnes. D'aquesta manera, les llengües i cultures britanes van ser reemplaçades per les dels anglosaxons. Al mateix temps, algunes tribus britanes van migrar a través del Canal de la Mànega al que avui es coneix com a Bretanya, així com a terres ermes com Cornualla i el nord-oest d'Anglaterra, on es van establir regnes com Rheged o Dumnònia. En aquests regnes es va desenvolupar l'idioma bretó. A finals del primer mil·lenni, els anglosaxons havien conquerit la major part del territori de la Gran Bretanya, extingint l'idioma i la cultura dels nadius britans, que van romandre només de forma residual a la península sud-occidental, a les regions muntanyoses dels Penins i a Gal·les.

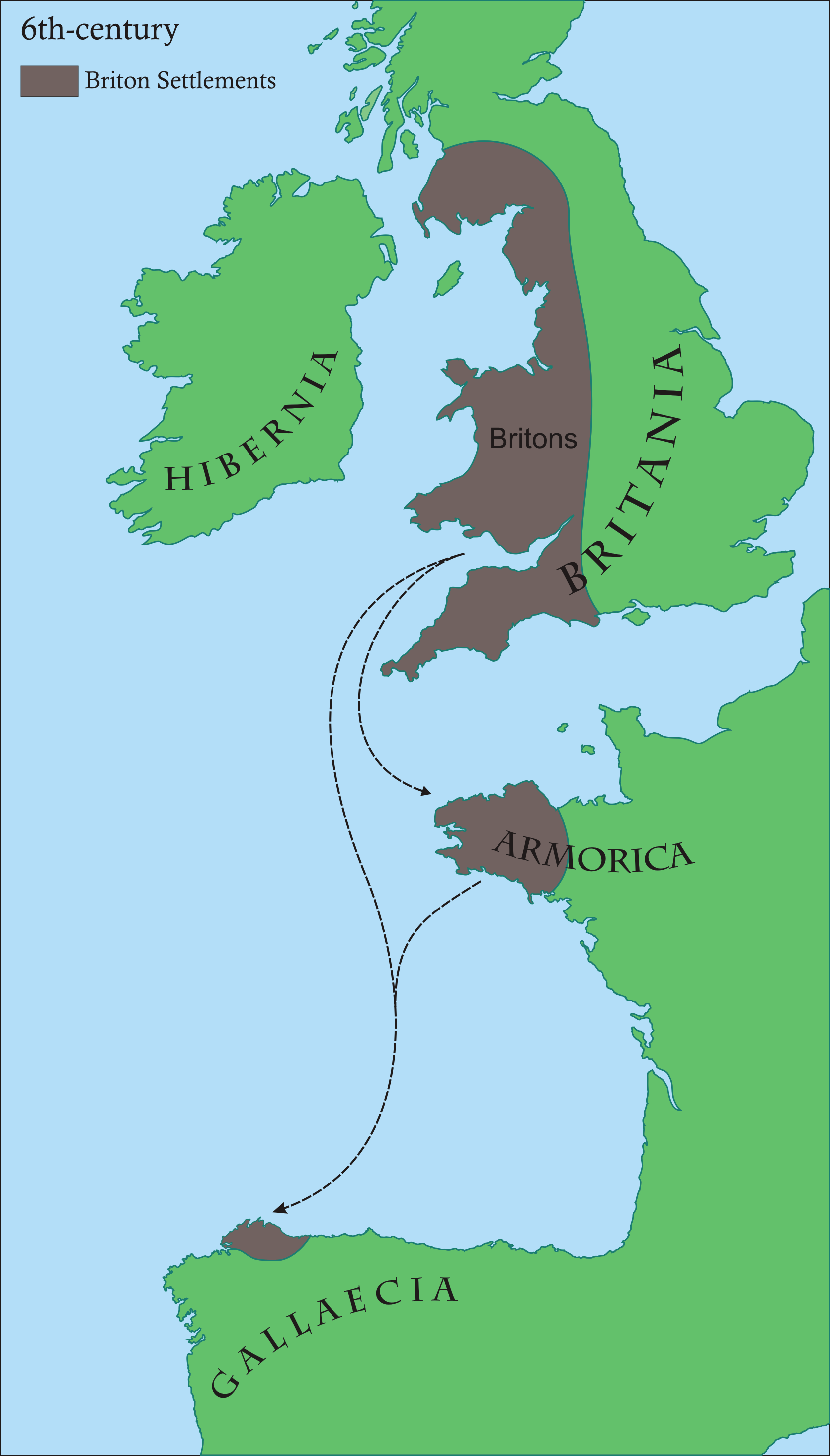
Migracions dels britans durant la invasió dels anglosaxons a Britànnia.